# 伊兹托克·普茨
伊兹托克·普茨（1966年9月14日—2011年10月20日），斯洛文尼亚、克罗地亚男子手球运动员。他曾代表南斯拉夫、克罗地亚、斯洛文尼亚参加1988年、1996年和2000年夏季奥林匹克运动会手球比赛，获得一枚金牌和一枚铜牌。